# SLC Punk!

SLC Punk ! est un film américain réalisé par James Merendino, sorti le 16 avril 1999.

## Synopsis
Qu'est-ce que c'est que d'être le seul punk dans la plus grande communauté de Mormons du monde ?
Deux amis fraîchement sortis du collège, Stevo et Bob répondent à cette question. Mohawks et cheveux bleus, écoutant du hardcore, ils tentent de répondre à leurs propres idéaux anarchistes dans leur ville de Salt Lake City. Au milieu de tout cela, le père de Stevo espère le voir suivre ses traces et entrer en étude de droit à Harvard. Mais, Stevo n'est pas sûr de vouloir y aller.

## Fiche technique
- Titre : SLC Punk !
- Titre original : SLC Punk!
- Réalisateur : James Merendino
- Scénario : James Merendino
- Pays de production : États-Unis
- Genre : Comédie dramatique
- Durée : 97 minutes
- Date de sortie : 
  - États-Unis : 16 avril 1999

## Distribution
- Matthew Lillard : Stevo
- Michael A. Goorjian : Bob
- Annabeth Gish : Trish
- Jennifer Lien : Sandy
- Christopher McDonald : père de Stevo
- Devon Sawa : Sean
- Jason Segel : Mike
- Adam Pascal : Eddie
- Til Schweiger : Mark
- James Duval : John the Mod
- Summer Phoenix : Brandy
- Chiara Barzini : Jennifer
- Kevin Breznahan : Chris
- Christina Karras :Jamie
- Russell Peacock : Jones